# Héliotropisme (architecture)
Pour l’article homonyme, voir Héliotropisme.
En architecture l'héliotropisme est un concept traitant du rapport de l'architecture avec le rayonnement solaire ; celui-ci varie au cours de l'histoire, évoluant en fonction d'interactions techniques, économiques, culturelles ou sociales. Il se développe dans la seconde moitié du XIXe siècle, dans le contexte culturel occidental, sous des climats tempérés caractérisés par l'existence de la saisonnalité hiver-été.

## Histoire
L'analyse de l'évolution du rapport de l'architecture avec le rayonnement solaire décrivant l'héliotropisme se circonscrit au contexte culturel occidental et à l'aire géographique caractérisée par des climats tempérés marqués par la saisonnalité hiver-été.
Si l'héliothérapie trouve ses racines dans l'Antiquité grecque, ce n'est qu'à partir du XIXe siècle que la cure de lumière — Arnold Rikli en 1855 — apparaît dans la palette médicale occidentale dans le but de favoriser la guérison de la tuberculose humaine. Les vertus curatives de l'exposition à l'air et la lumière sont mises en avant dans le développement des sanatoriums dans la seconde moitié du XIXe siècle, par Hermann Brehmer en Allemagne notamment.
La lumière est d'abord perçue comme un fluide au même titre que l'air et l'eau, se répandant dans l'espace et sur les corps. L'œuvre de Jean-Baptiste André Godin en 1871, le familistère de Guise, est très imprégnée de cette caractéristique
Le rôle de l'architecture est alors de canaliser ces flots lumineux et il s'agit pour les architectes de la fin du XIXe siècle et du début du XXe siècle de travailler la forme du bâti et l'organisation des voies de circulation à cet effet.
C'est ce que s'emploie à faire Henri Sauvage au début du XXe siècle. 
L'expérimentation médicale ayant prouvé le pouvoir microbicide du rayonnement solaire direct, et ce dès la fin du XIXe siècle, les architectes recherchent alors à composer avec les mouvements du soleil. De l'optimisation du « bain solaire », l'architecture passe à celle du « jet solaire ». Cela revient à optimiser les conditions d'insolation des bâtiments et des villes et à produire des structures capables de suivre les mouvements du soleil pour assurer une irradiation permamente.

« Aux Eaux-Bonnes, on rencontre une série de petits kiosques montés sur pivots et que l’on oriente à son gré, pour que la baie qu’ils présentent soit toujours dirigée vers les rayons solaires, ou que l’on puisse tourner le dos aux vents particulièrement violents. Un ancien médecin de marine et un architecte parisien, MM. le Dr Pellegrin et E. Petit, ont eu l’idée d’adopter une combinaison analogue pour de vraies maisons, auxquelles ils ont donné le nom caractéristique de maisons tournesol, afin de bien montrer que ce qu’ils cherchent dans leurs constructions, c’est assurer aux habitants le bénéfice d’une insolation continue. »

— Daniel Bellet, Les maisons tournantes, 1904.
La villa Girasole de l'ingénieur italien Angelo Invernizzi (it) jouit d'une grande notoriété dans les années 1930, tout comme les sanatoriums tournants du Dr Jean Saidman.
Développer les villes pour profiter de l'ensoleillement maximum pose des problèmes plus importants aux urbanistes, puisqu'il n'est pas question de les faire tourner. Plusieurs théories se succèdent à partir des années 1920 pour combiner temps d'exposition, énergie transmise et dilution des ombres ; l'Allemand Ludwig Hilberseimer préconise d'orienter tous les bâtiments vers le sud et de respecter un alignement qui ne génère pas d'ombre sur les bâtiments voisins ; ce point de vue est l'une des sources de la Charte d'Athènes de 1933.
Le Corbusier reprend en 1935, pour son projet de ville radieuse, la théorie de l'axe héliothermique développée en 1928 par Adolphe Augustin-Rey.
Sans aller jusqu'à faire tourner les structures, l'héliotropisme modifie en profondeur les concepts architecturaux en faisant apparaître les balcons, loggias et autres toitures-terrasses dans les immeubles d'habitation, en agrandissant baies et fenêtres, en réduisant l'emprise au sol des tours d'immeubles et en espaçant les barres, et enfin en imposant parcs, aires de jeux, pelouses et parkings.
Las, la perception des bienfaits solaires se modifie à partir des années 1980 avec la prise de conscience des dangers liés à une forte ou longue exposition aux rayons du soleil. Dès lors, l'architecture se tourne vers le captage passif du rayonnement, son stockage et sa transformation en chaleur. 
Les projets d'urbanisme utopiste laissent alors la place au développement d'une économie solaire.